# Addi Amharay
Addi Amharay is een stuwmeer in de Inderta woreda van Tigray in Ethiopië. De aarden dam werd gebouwd in 1997 door SAERT.
In 2002, werd de levensverwachting (de periode tot opvulling met sediment) van het stuwmeer geschat op 33 jaar.

## Omgeving
Het stroomgebied van het reservoir is 4,92 km² groot, met een omtrek van 9,62 km en een lengte van 3560 meter. Het reservoir ondergaat snelle sedimentafzetting. De gesteenten in het bekken zijn Kalksteen van Antalo en Schiefer van Agula. Een deel van het water gaat verloren door insijpeling; een positief neveneffect hiervan is dat dit bijdraagt tot het grondwaterpeil.

## Eigenschappen van de dam
- Hoogte: 14,7 meter
- Lengte: 128 meter
- Breedte van de overloop: 17 meter
- Oorspronkelijke capaciteit: 957.000 m³
- Ruimte voor sedimentopslag: 175.000 m³
- Oppervlakte: 31,5 hectare
- Gepland irrigatiegebied: 60 hectare
- Effectief irrigatiegebied in 2002: 5 hectare